# Szűcs Antal Mór

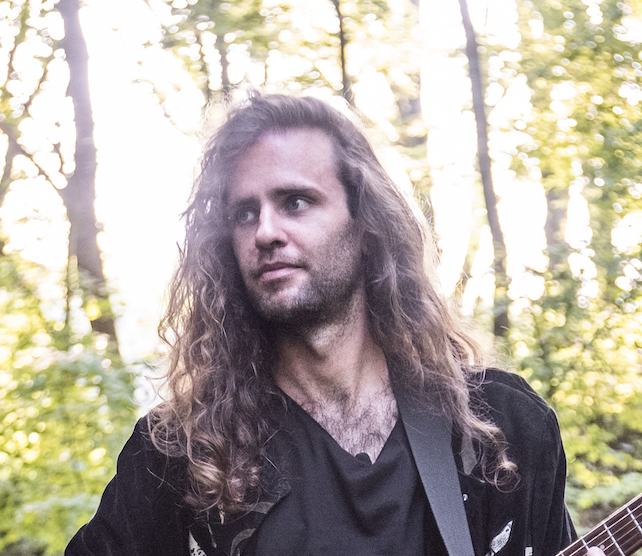
Szűcs Antal Mór (2023, Vitányvár)

Dr. Szűcs Antal Mór (Budapest, 1988. október 8. –) magyar logopédus, zeneterapeuta, zenész, az Eötvös Loránd Tudományegyetem egyetemi docense, az Apor Vilmos Katolikus Főiskola egyetemi adjunktusa, illetve a Liszt Ferenc Zeneművészeti Egyetem és a Pécsi Tudományegyetem óraadó oktatója. A Mesezene módszer egyik alkotója, a Kollektív Alternatív Zeneműhely alapítója, zeneterapeutája, a Vágtázó Halottkémek gitárosa, a VAD zenekara alapítója, gitáros-énekese, dalszerzője.

## Szakmai életút
2007-ben a budaörsi Illyés Gyula Gimnázium és Közgazdasági Szakközépiskola diákjaként érettségizik. Ezt követően megkezdi tanulmányait az Eötvös Loránd Tudományegyetem Bárczi Gusztáv Gyógypedagógiai Karán logopédia szakirányon.
2011-ben megvédett szakdolgozata ismerteti a Mesezene módszert, melyet kollégáival, Ványi Ágnessel és Sándor Krisztinával közös alkotói csapatban kezdtek fejleszteni. Diplomázása után logopédusként helyezkedik el a Pest Megyei Pedagógiai Szakszolgálat Budakeszi Tagintézményének jogelődjénél, ahol a mai napig szolgálatban van óraadóként. Munkába állásával egyidejűleg felvételt nyert az ELTE gyógypedagógiai terápia mester, valamint a Pécsi Tudományegyetem Művészeti és Általános Orvostudományi Karának közös akkreditációjában szervezett zeneterapeuta posztgraduális képzésre.
A Pécsi Tudományegyetem külföldi ösztöndíjas hallgatójaként részt vesz az Új Delhi Nemzeti Agykutató Központ több kutatásában. Autizmus spektrumzavar tüneteit mutató gyermekek funkcionális mágneses rezonanciavizsgálatait figyelte meg, valamint a zene által létrehozott érzelmek kultúrafüggetlenségének kérdését kutató megismerőmunka adatgyűjtését segítette.
Zeneterapeutaként a Kollektív Alternatív Zeneműhely Egyesület alelnöki pozíciójában a műhely művészeti vezetésével foglalkozik. A műhely terápiás szemléletű pedagógiai tevékenységet valósít meg, melyben a zene személyiségfejlesztő, illetve csoportkohéziót facilitáló eszközként jelenik meg.

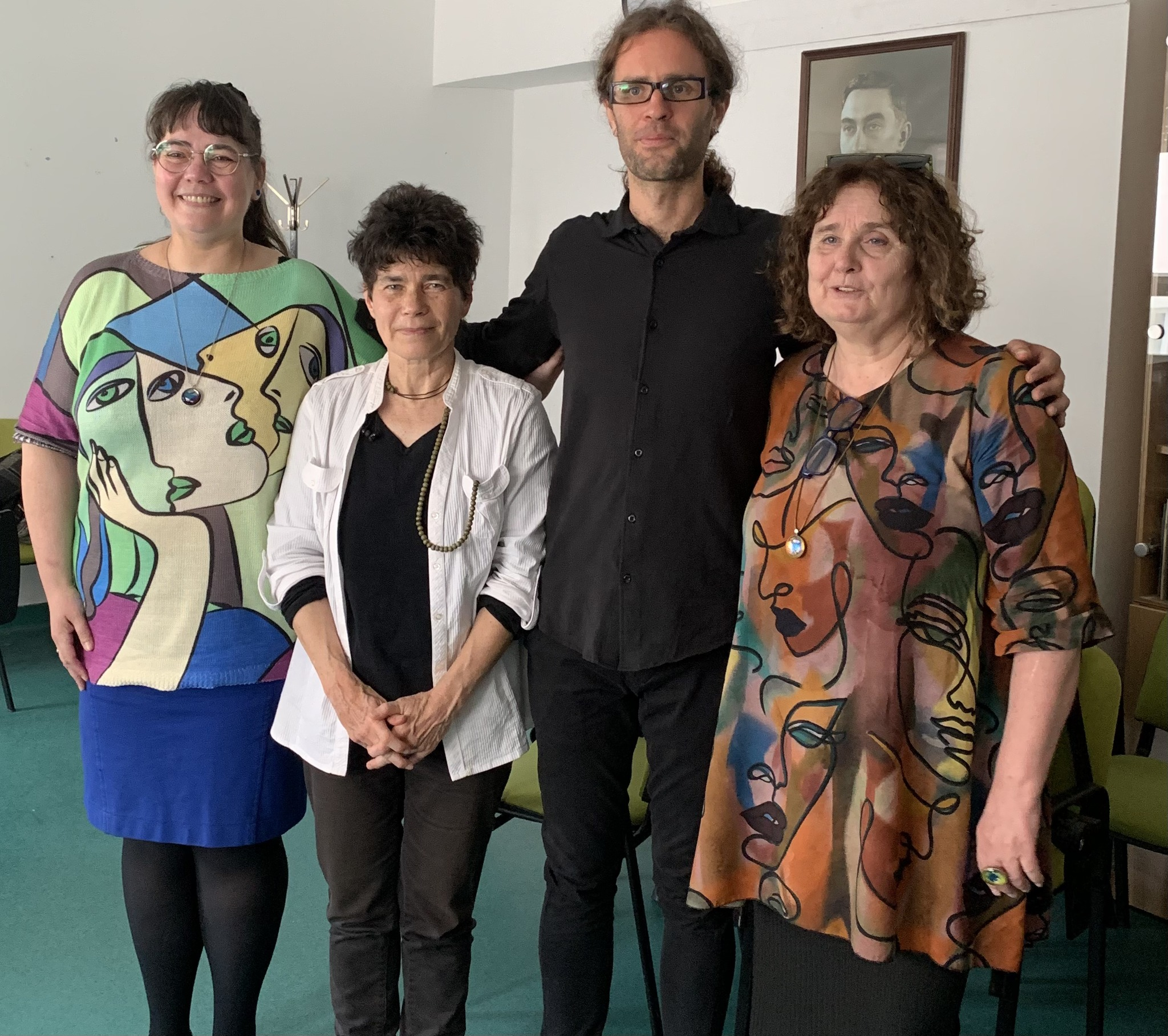
A Mesezene alkotói csapata (baloldalt: Sándor Krisztina, jobboldalt: Ványi Ágnes) és Gyarmathy Éva Szűcs Antal Mór doktori védésén (2023)

2015-ben szerezte meg diplomáját az ELTE gyógypedagógiai terápia szakirányán, s még ebben az évben sikerrel felvételizik az ELTE Neveléstudományi Doktori Iskolájába, ahol dr. Gyarmathy Éva és dr. Adamikné dr. Jászó Anna doktoranduszaként lát hozzá kutatói tevékenységéhez.
Egy évvel később, 2016-ban meghívást kap az ELTE Gyógypedagógiai Karának Gyógypedagógiai Módszertani és Rehabilitációs Intézetétől, s tanársegédi minőségben megkezdi oktatói munkáját a logopédia szakcsoportnál, melyet a mai napig örömmel és hivatástudattal végez főmunkaidőben. Ugyanebben az évben szerkesztőbizottsági tagságot vállal a Fejlesztő Pedagógia c. folyóiratnál.
2018-19 között a Magyar Tudományos Akadémia Nyelvtudományi Intézetének Többnyelvűségi kutatócsoportjának megbízott munkatársa. 2021-2022 között a Galileo Progetti Nonprofit Kft. alkalmazásában tevékenykedik a Dyscourse névre keresztelt nemzetközi együttműködés keretében, melynek fókuszában az olvasási zavarral kapcsolatos ismeretterjesztés áll.
Alkotótársaival 2015-ben megalapítják a Mesezene Egyesületet, melynek elnökeként 2019-2022 között 8 európai ország részvételével nemzetközi együttműködést szervez Ready to Read címmel. A projekt célja az olvasás előhangolásához a résztvevő országokban alkalmazott jó gyakorlatok rendszerezése.
Mindeközben az egy évtizedes módszeralkotói csapatmunka során a Mesezene program folyamatos fejlődésen ment keresztül. Eszközökkel, elméleti értekezésekkel, felhasználói metodikai anyagokkal bővült. A pedagógusok körében számos követőre talált, a romániai Partium területén pedig nem csupán magyar, de román nyelven is alkalmazzák a program adaptált formáját.
2023-ban doktori fokozatot szerez az ELTE NDI doktoranduszaként.
Szűcs Antal Mór disszeminációs munkája 2012-től folyamatos. Szakmai folyóiratokban, kötetekben, konferenciakötetekben publikál, több oktatási segédanyag társszerzője, továbbá hazai és nemzetközi konferenciák előadója.

## Zenei pályafutás

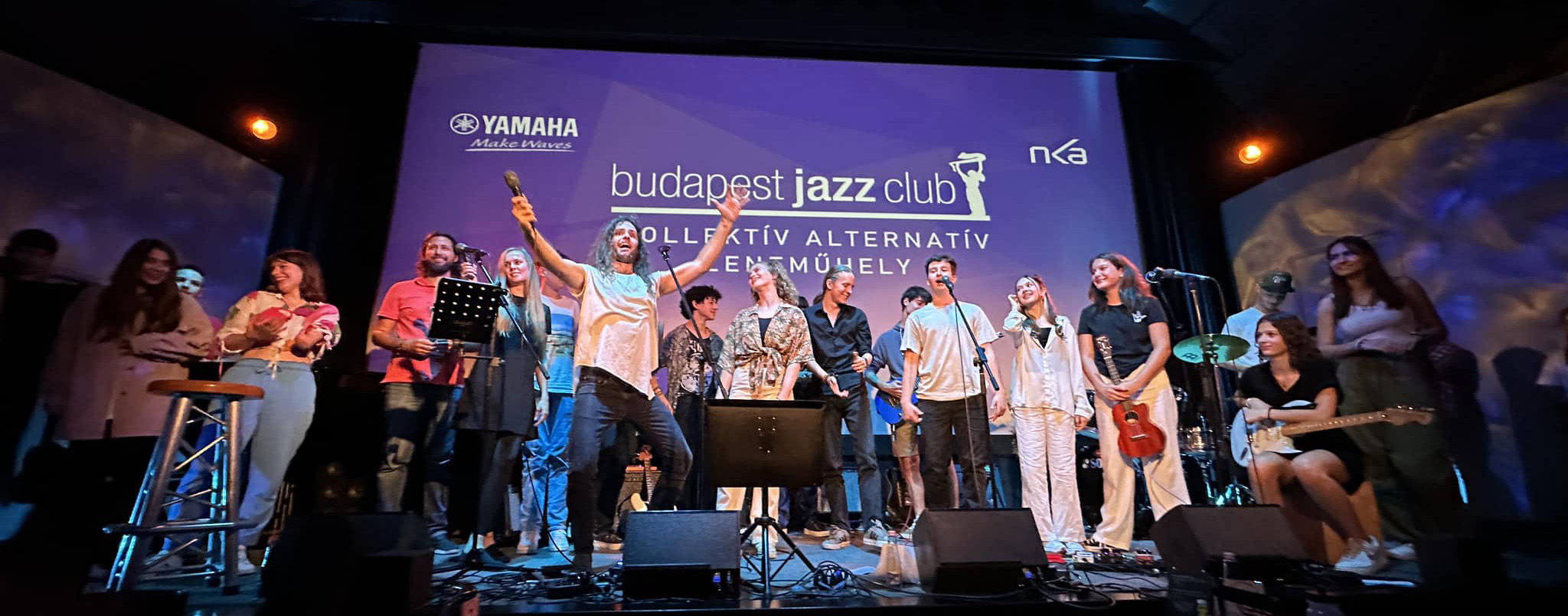
Kollektív Alternatív Zeneműhely a Budapest Jazz Clubban (2023)

Zenei ismereteit elsősorban autodidakta módon kezdi megszerezni kisgyermekkorától kezdve. Iránymutatást magánúton, illetve különböző impressziók mentén szerez. Középiskolai és egyetemi évei alatt több kisebb zenekarban megfordul.
2007-ben Sánta Kristóffal megalapítják a Kollektív Alternatív Zeneműhelyt, ahol fiatalok zenei szárnybontogatásával kezdenek foglalkozni. A Kollektív félig zeneiskola, félig zenekar, de inkább ’életközösség’. Az egyéni hangszeres/énekes ismeretátadáson túl a zenét közösségi élményként adják át. A fiatalok konstellációkba tömörülve fedezik fel az együttzenélés adta kommunikációs lehetőséget, illetve csoportkohéziós erőt. A közösségalkotás motorját minden esetben valamilyen projekt adja (koncert, forgatás, közösségi nap). 2019-ben duplakorongot jelentetnek meg Mitológia I. és II. címmel, melyben a Bartóki Mikrokozmoszhoz hasonló zenetanulási gyűjteményt adnak közre. A zeneműhely számos koncertet adott országos szinten, elsősorban budapesti helyszíneken (Budapest Jazz Club, A38, Barba Negra Klub, Akvárium, Müpa).

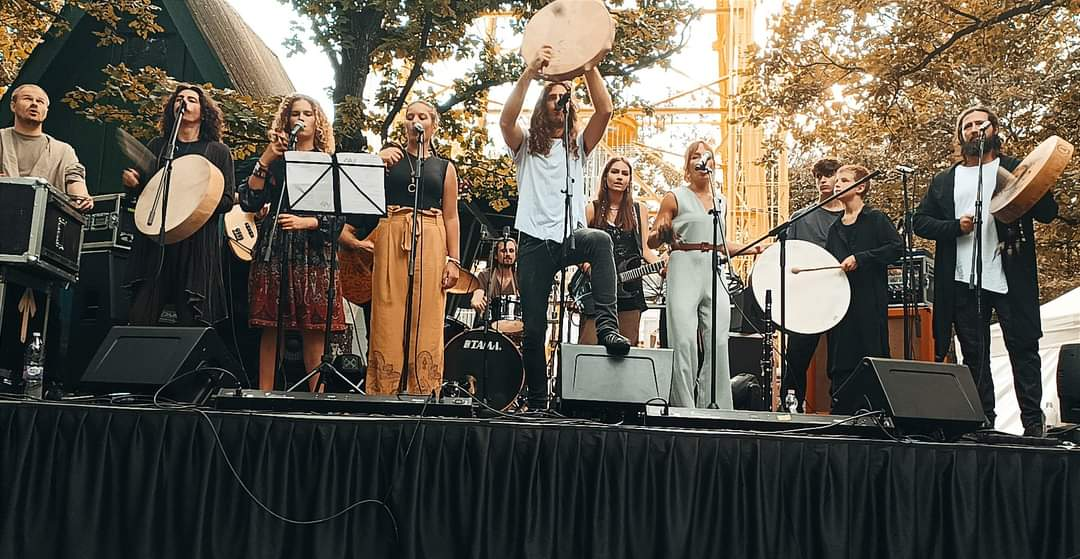
VAD zenekar lemezfelvétel közben a 2023-as Fekete Zaj fesztiválon

2017-ben gitárosként csatlakozik a Vágtázó Halottkémekhez. A zenekar tagjaként országos, illetve nemzetközi szinten turnézik. 2019-ben adják ki a VHK újjászületéseként aposztrofált 'Életzuhatag' című korongot. Producerként szervezi a zenekar öt évtizedes fennállása előtt tisztelgő tribute projektet, amely a "Végtelenből kilőtt nyilak" (2022) című duplalemez képében teljesedett ki.
2022-ben megalapítja a VAD zenekart, melyben gitáros-énekes, dalszerzőként vállal szerepet. A zenekar tovább tagjai Sánta Kristóf (basszusgitár), Stánicz Nikolett (fuvola, klarinét, ének), Péntek László (dobok, torokének). Az alakulás évét követően adják közre első nagylemezüket (Mesél a vadon), melyet a Kollektív Alternatív Zeneműhely diákjaival kiegészülve élőben rögzítettek a mátrafüredi Fekete Zaj fesztiválon.

## Publikációi
A teljes listát lásd az MTMT.hu adatbázisában.
·       Patakiné Pásti Katalin, dr. Szűcs Antal Mór (2023). Társas szorongás terápiája a dadogás területén. Fejlesztő Pedagógia 34(1-3)
·       Szűcs Antal Mór (2022). Mesezene: Introducing a New Hungarian Approach in Fostering Language Skills to Prepare Reading in Kindergarten. Gyermeknevelés, 10(2-3), 148-165.
·       A Mesezene módszer mint emocionális híd az óvoda és iskola között. Gyermeknevelés, 10(1), 168-178.
·       Szűcs Antal Mór (2022). Mesezene, ami életre kelt. Néhány gondolat a módszer eszközeiről. In: Constantinovits, Vladár Zsuzsa; Bóna Judit (szerk.) Gondolkodni és beszélni - az anyanyelv-elsajátítástól a retorikáig, MediaCom Magyarország Kft., Budapest, 104-113.
·       Szűcs Antal Mór (2021). Hadarás, avagy a nyelvi automatizmus és a hallási visszacsatolás érintettségén alapuló folyamatossági zavar. Fejlesztő Pedagógia, 32(1-3), 41-49.
·       Sánta Kristóf, Szűcs Antal Mór (2021). Egyén és közösség a Kollektív Alternatív Zeneműhelyben. Fejlesztő Pedagógia, 32(1-3), 129-141.
·       Kovács Éva, Szűcs Antal Mór (2021). A dadogás terápiájának integrált megközelítése. Fejlesztő Pedagógia, 32(1-3), 25-40.
·       Szűcs Antal Mór (2020). A Mesezene rövid története. Fejlesztő Pedagógia, 31(4-6), 34-48.
·       Szűcs Antal Mór, Ványi Ágnes (2020). Mesezene módszertan. Fejlesztő Pedagógia, 31(4-6), 13-33.
·       Szűcs Antal Mór, Tar Éva (2020). A Mesezene módszer óvodai moduljának fonológiai feldolgozási műveletekre gyakorolt hatásának vizsgálata halmozottan hátrányos helyzetű gyermekeknél. Fejlesztő Pedagógia, 31(4-6), 65-74.
·       Ványi Ágnes, Szűcs Antal Mór (2020). Jépa, jetek, mogyojó, avagy Mesezene az artikuláció hibáinak javításában. Fejlesztő Pedagógia, 31(4-6), 158-166.
·       Szűcs Antal Mór (2020). Raptér: zeneterápiás elemek a dadogás logopédiai intervenciójában. Fejlesztő Pedagógia,31(1-3), 93-99.
·       Farkas Henrietta, Szűcs Antal Mór (2020). A késleltetett hallási visszacsatolás rövidtávú hatása a dadogó személyek beszédére. Fejlesztő Pedagógia, 31(1-3), 42-63.
·       Szűcs Antal Mór, Tar Éva (2020). A Mesezene program óvodai moduljának hatása a fonológiai feldolgozás műveleteire. In: Bóna Judit, Krepsz Valéria (szerk.) Nyelvfejlődés csecsemőkortól kamaszkorig. Eötvös Kiadó, Budapest, 67-82.
·       Tar Éva, Szűcs Antal Mór (2019). A zenei fejlesztés és zeneterápia szerepe a beszédhanghibák tüneteit mutató gyermekek logopédiai ellátásában. In: Novák Géza Máté (szerk.) Részvétel és együttműködés a művészetpedagógiában: fókuszban a dráma- és színházpedagógia (konferenciakötet). ELTE Bárczi Gusztáv Gyógypedagógiai Kar, Budapest, 251-253.
·       Szűcs Antal Mór (2019). Fonológiai tudatosság fejlesztése a Mesezene élménypedagógiai módszerével. In: Bóna Judit, Horváth Viktória (szerk.) Az anyanyelv-elsajátítás folyamata hároméves kor után (konferenciakötet). Eötvös Kiadó, Budapest, 307-323.
·       Szűcs Antal Mór, Ványi Ágnes (2018). A kreativitás fejlesztésének lehetőségei a Mesezene program rendszerén belül. In: Bodnár Gábor (szerk.) A művészet és a tudomány megújuló világképe a 21. század művészetpedagógiájában (konferenciakötet). ELTE Bölcsészettudományi Kar, Budapest, 118-119.
·       Szűcs Antal Mór, Stánicz Nikolett, Sánta Kristóf (2018). Akadálymentesített zeneoktatás. In: Bodnár Gábor (szerk.) A művészet és a tudomány megújuló világképe a 21. század művészetpedagógiájában (konferenciakötet). ELTE Bölcsészettudományi Kar, Budapest, 116-117.
·       Szűcs Antal Mór, Ványi Ágnes (2017). A Mesezene módszer bemutatása. In: Kárpáti Andrea (szerk.) A világ új képe a művészetben és a tudományban (konferenciakötet). ELTE Természettudományi Kar, Budapest, 161-162.
·       Szűcs Antal Mór (2017). Akadálymentesített gitároktatás. Fejlesztő Pedagógia, 28(1-2), 90-93.
·       Szűcs Antal Mór (2015). Mesezene II. A kisgyermek, 9(42), 4-6.
·       Szűcs Antal Mór (2015). Mesezene I. A kisgyermek, 9(41), 3-4.
·       Kottmayerné Bálint Enikő, Szűcs Antal Mór (2015). Mesezenével az élményszintű olvasástanításért II. Tanító, 53(9), 11-13.
·       Kottmayerné Bálint Enikó, Szűcs Antal Mór (2015). Mesezenével az élményszintű olvasástanításért I. Tanító, 53(8), 13-15.
·       Szűcs Antal Mór, Sánta Kristóf (2014). A Kollektív módszer, egy 21. századi terápiás szemléletű zeneoktatási program elméletben és gyakorlatban. Fejlesztő Pedagógia, 25(5-6), 28-45.
·       Ványi Ágnes, Sándor Krisztina, Szűcs Antal Mór (2014). Óvodai Mesezene program: hangulatmesék. Fejlesztő Pedagógia, 25(2), 48-64.
·       Ványi Ágnes, Sándor Krisztina, Szűcs Antal Mór (2014). Hangulatmesék – regény ovisoknak iskolához. Kollektív Kommunikációs Stúdió, Budaörs
·       Ványi Ágnes, Szűcs Antal Mór (2012). Hangfestő Mesék. Herman Ottó Általános Iskola és Budaörsi Logopédiai Intézet, Budaörs
·       Szűcs Antal Mór, Ványi Ágnes (2011). Mesefolyam és zenezörej módszer alkalmazásának hatásvizsgálata. Fejlesztő Pedagógia, 22(5-6), 4-18.
Szűcs Antal Mór, Ványi Ágnes (2011). Mesefolyam és zenezörej integrálása a Meixner-módszerbe. Fejlesztő Pedagógia,22(4), 4-18.